# Bernhard Riedel (Mediziner)

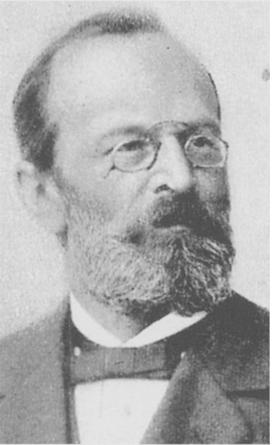
Bernhard Riedel, vor 1912

Bernhard Moritz Carl Ludwig Riedel (* 18. September 1846 in Laage, Mecklenburg; † 12. September 1916 in Jena) war ein deutscher Chirurg.

## Leben
Riedel begann an der Universität Jena Medizin zu studieren. 1867 wurde er im Corps Thuringia Jena aktiv. Als Inaktiver wechselte er an die Universität Rostock. Er legte 1872 in Rostock das Staatsexamen ab und wurde zum Dr. med. promoviert. Nach drei Jahren als Assistent und Prosektor am Anatomischen Institut in Rostock bei Friedrich Merkel wechselte er 1876 an die Chirurgische Klinik in Göttingen als Assistent von Franz König, wo er sich 1877 habilitierte und 1880 zum außerordentlichen Professor ernannt wurde. Nach weiteren sechseinhalb Jahren als Oberarzt und Leiter der chirurgischen Abteilung des Mariahilfhospitals in Aachen wurde Riedel 1888 als Nachfolger von Heinrich Braun Ordinarius für Chirurgie an der Universität Jena und Direktor der Chirurgischen Klinik in Jena. 1910 wurde er emeritiert.
Sowohl Arbeiten auf histologischem und embryologischem Gebiet als auch experimentell-chirurgische Forschungen zu Narbenbildungen an ligierten Gefäßen und zur Fettembolie gehörten zu seinem wissenschaftlichen Arbeitsgebiet. 1882 gelang ihm als erstem deutschen Chirurgen die blutige Reposition des spontan luxierten Hüftgelenks, 1884 die des traumatisch luxierten. Er wies als Erster nach Knochenbrüchen Eiweiß und Zylinder im Harn nach. Von ihm stammt eine Methode der Sequestrotomie. Er wies zuerst nach, dass die am Kieferwinkel gelegene Kiemengangsfistel mit dem Mittelohr kommunizieren könne.
Im Jahr 1888 führte Riedel in Jena als Erster eine Choledochoduodenostomie, eine Form der biliodigestiven Anastomose, durch. 1889 sah er Gallensteine als Faktor bei der Entstehung einer chronischen Bauchspeicheldrüsenentzündung an und dementsprechend führte er 1896 publizierte operative Eingriffe wie die Cholezystektomie durch, um einen besseren Galleabfluss zu ermöglichen.
Riedel besaß in Jena mehrere Grundstücke. Das Grundstück, auf dem das heutige Corpshaus von Thuringia steht, verkaufte sein Sohn in den 1920er Jahren dem Erbauer des Hauses, dem Zahnmediziner Adolf Klughardt. Der Sohn Karl Riedel wohnte gegenüber Humboldtstr. 14. Vor dem Ersten Weltkrieg hatte Bernhard Riedel dem Corps ein Grundstück verkauft, damit es sein Gelände in der Schillerstraße 8 arrondieren konnte. Ein Schwiegersohn und dessen Sohn waren ebenfalls bei Thuringia aktiv. Bernhard Riedel besaß ein Landgut in Remderoda und eine Jagd in Münchenroda.

## Ehrungen

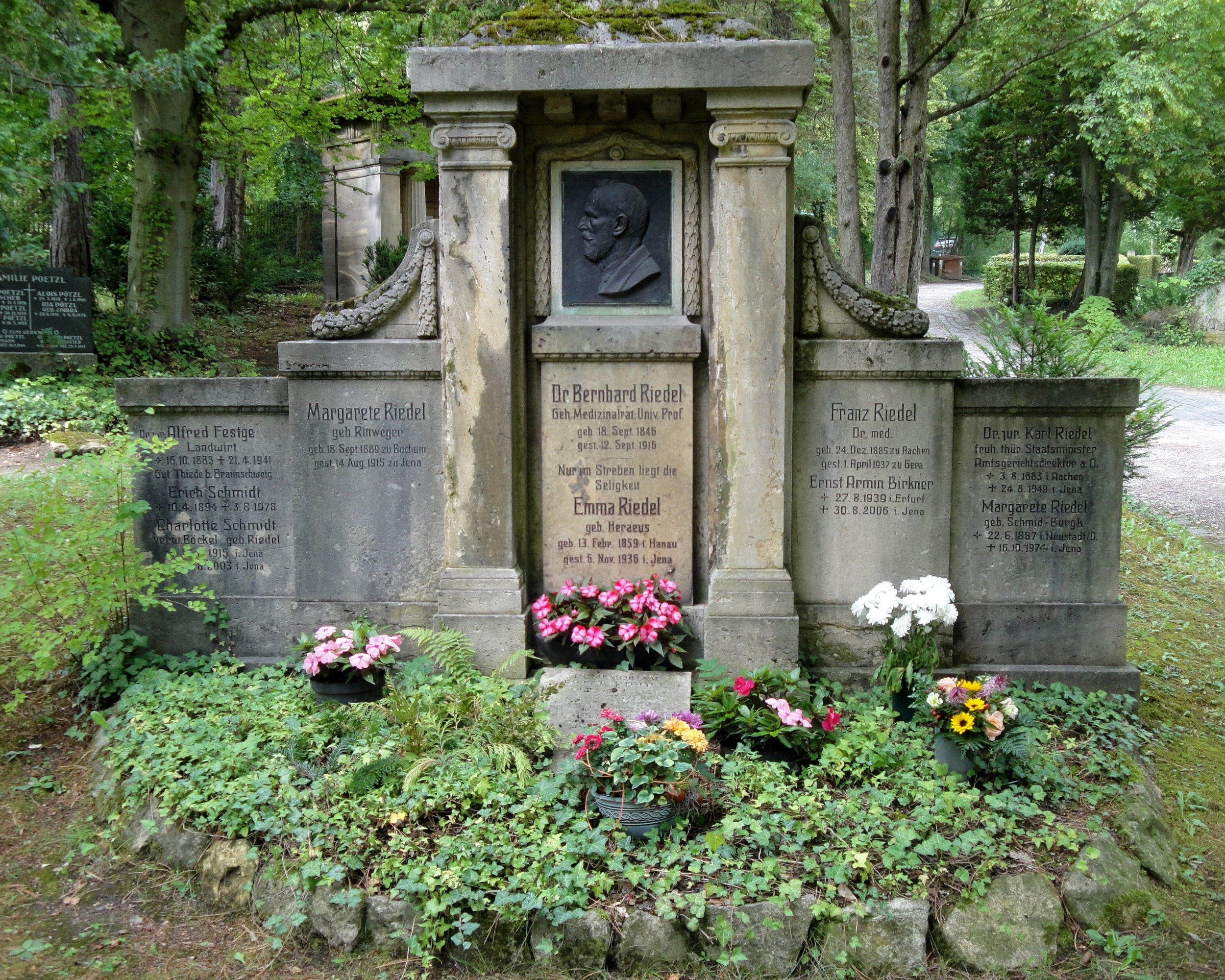
Riedels Grab auf dem Nordfriedhof in Jena

- Mitglied der Deutschen Akademie der Naturforscher Leopoldina (1888)[6]
- Nach Riedel wurden die Riedel-Struma, eine Schilddrüsen-Erkrankung, der Riedel'sche Fortsatz der Leber oder auch Riedel-Lappen[7], die Stirnhöhlen-Operationen nach Riedel[8] und der Riedel'sche Tumor[9] benannt.
- Vorsitzender der Deutschen Gesellschaft für Chirurgie (1907)
- Geheimer Medizinalrat
- Ehrenmitglied des Corps Thuringia Jena[1]

## Schriften
- Ueber den zungenförmigen Fortsatz des rechten Leberlappens und seine pathognostische Bedeutung für die Erkrankung der Gallenblase nebst Bemerkungen über Gallensteinoperationen. In: Berliner Klinische Wochenschrift. Band 25, 1888, S. 577–602.Online bei Internet Archive.
- Erfahrungen über die Gallensteinkrankheiten mit und ohne Icterus. Berlin 1892.
- Anleitung zum Operieren an der Leiche und am Lebenden. Jena 1896.
- Über entzündliche, der Rückbildung fähige Vergrößerungen des Pankreaskopfes. In: Berliner klinische Wochenschrift. Band 33, 1896.
- Die Pathogenese, Diagnose und Behandlung des Gallensteinleidens. 1903.
- Über das Ulkus der kleinen Kurvatur, der vorderen und hinteren Magenwand. In: Archiv für Klinische Chirurgie. Band 74, 1904, S. 773 ff.